# (500559) 2012 UT52
(500559) 2012 UT52 es un asteroide perteneciente al cinturón de asteroides, descubierto el 22 de septiembre de 2001 por el equipo del Spacewatch desde el Observatorio Nacional de Kitt Peak, Arizona, Estados Unidos.

## Designación y nombre
Designado provisionalmente como 2012 UT52.

## Características orbitales
2012 UT52 está situado a una distancia media del Sol de 3,053 ua, pudiendo alejarse hasta 3,674 ua y acercarse hasta 2,432 ua. Su excentricidad es 0,203 y la inclinación orbital 0,751 grados. Emplea 1948,98 días en completar una órbita alrededor del Sol.

## Características físicas
La magnitud absoluta de 2012 UT52 es 17,4. 